# Doğanşar (district)
Doğanşar is een Turks district in de provincie Sivas en telt 3.346 inwoners (2007). Het district heeft een oppervlakte van 197,6 km². Hoofdplaats is Doğanşar.
De bevolkingsontwikkeling van het district is weergegeven in onderstaande tabel.
| 1997  | 2000  | 2007  |
| ----- | ----- | ----- |
| 5.296 | 6.314 | 3.346 |